# Martin Popović
Martin Popović je bio vojvoda  Kuča. Najverovatnije je bio sin Nikole Popovića. Učestvovao je u borbama protiv Turaka. Njegov unuk je Janko Popović, a praunuk Miljan Jankov Popović, otac vojvode Marka Miljanova.